# Pierre François Verhulst
Pierre François Verhulst, belgijski matematik, * 28. oktober 1804, Bruselj, Belgija, † 15. februar 1849, Bruselj.

## Življenje in delo
Verhulst je leta 1822 začel študirati na Univerzi v Gentu, kjer je leta 1825 doktoriral. Raziskoval je v teoriji števil in nanj je vplival Quételet. Začel se je zanimati za socialno statistiko. Hotel je objaviti celotno Eulerjevo delo. V letu 1829 je objavil prevod Herschlovega dela Teorija svetlobe. Tedaj je zbolel in se je odločil potovati v Italijo, da se mu zdravje izboljša. Leta 1830 je prišel v Rim, nato pa se je vrnil v Belgijo. Leta 1835 je postal profesor matematike na Université Libre v Bruslju, kjer je predaval astronomijo, nebesno mehaniko, infinitezimalni račun, teorijo verjetnosti, geoemetrijo in trigonometrijo. Leta 1840 je ošel na vojaško šolo École Royale Militaire. 
Leta 1838 je objavil logistično enačbo:
{\displaystyle {\frac {\mathrm {d} x}{\mathrm {d} t}}=rx\left(1-{\frac {x}{k}}\right)\!\,,}
kjer {\displaystyle x(t)} predstavlja število osebkov v času {\displaystyle t}, {\displaystyle a} pravo stopnjo rasti in {\displaystyle k} transportno sposobnost, oziroma največje število osebkov, ki jih lahko vzdržuje okolica. Ta model sta leta 1920 ponovno odkrila Raymond Pearl in Lowell Reed, ki sta pomagala širiti njegovo široko in nekritično uporabo. Logistično enačbo lahko integriramo in ima rešitev:
{\displaystyle x(t)={\frac {k}{1+Cke^{-rt}}}\!\,,}
kjer je {\displaystyle C=1/x(0)-1/k} določena z začetnim pogojem {\displaystyle x(0)}. Kot zanimivost velja omeniti, da lahko rešitev zapišemo kot uteženo harmonično srednjo vrednost začetnega pogoja in transportne sposobnosti:
{\displaystyle {\frac {1}{x(t)}}={\frac {1-e^{-rt}}{k}}+{\frac {e^{-rt}}{x(0)}}\!\,.}
Čeprav se neprekinjena časovna logistična enačba večkrat primerja z logistično preslikavo:
{\displaystyle x_{n+1}=rx_{n}(1-x_{n})\!\,,}
zaradi podobne oblike, je dejansko bližje diskretno-časovnemu Beverton-Holtovem modelu. Verhulst je izboljšal Malthusov model zakona rasti:
{\displaystyle {\frac {\mathrm {d} x}{\mathrm {d} t}}=rx\!\,.}